# Jacquemontia serpyllifolia
Jacquemontia serpyllifolia är en vindeväxtart som först beskrevs av Carl Sigismund Kunth, och fick sitt nu gällande namn av Urban. Jacquemontia serpyllifolia ingår i släktet Jacquemontia och familjen vindeväxter. Inga underarter finns listade i Catalogue of Life.